# Újmadárszabásúak
Az újmadárszabásúak vagy tarajos szegycsontúak (Neognathae) a madarak (Aves) osztályának egyik alosztályágát alkotják. Ez a csoport magában foglalja csaknem az összes ma élő madarat, közel 10 000 faj tartozik ide. Testvércsoportjuk a futómadár-szabásúak (Palaeognathae) alosztályága.

## Testfelépítés
Felépítésükre jellemző, hogy szájpadjuk csontos elemei kicsi és könnyű csontokká egyszerűsödtek. Tarajos szegycsontú madarak, a szegycsonton jól fejlett taraj (carina) található, amely a repülőizmok tapadási helyéül szolgál.
Túlnyomó többségük a szárnyait mozgásszervként használja. Legtöbb fajuk röpképes, röpképtelen fajaik többségében a szárny az úszást szolgáló evező-szervvé módosult. Egyes csoportjaik szárnyukkal evezni és repülni egyaránt tudnak, ilyenek például az alkák és a búvárok.
Néhány fajnál a szárnyak kapaszkodó szervként is működnek, különösen fiókakorban, itt a szárnyak ujjain funkcionális karmok lehetnek, mint például a hoacin esetében.
Emlősöktől elzárt, szárazföldtől távoli szigeteken kialakult néhány olyan fajuk, mint például a dodó, melyeknél a szárny másodlagosan elveszítette a mozgásszervi funkciót.

## Rendszerezés
Az alábbi rendszertani felsorolás Jarvis, E.D. et al. (2014), valamint Yury, T. et al. (2013) filogenetikus rendszertana alapján van felállítva:
- Újmadárszabásúak (Neognathae)
  - Galloanserae
    - lúdalakúak (Anseriformes)
    - tyúkalakúak (Galliformes)

  - Neoaves
    - Columbea
      - Columbimorphae
        - galambalakúak (Columbiformes)
        - lábasguvatalakúak (Mesitornithiformes)
        - pusztaityúk-alakúak (Pteroclidiformes)

      - Mirandornithes
        - flamingóalakúak (Phoenicopterformes)
        - vöcsökalakúak (Podicipitiformes)

    - Passerea
      - Otidae
        - Cypselomorphae
          - kuvikfecskealakúak (Aegotheliformes)
          - sarlósfecske-alakúak (Apodiformes)
          - lappantyúalakúak (Caprimulgiformes)

        - Otidimorphae
          - kakukkalakúak (Cuculiformes)
          - turákóalakúak (Musophagiformes)
          - túzokalakúak (Otidiformes)

      - Gruae
        - hoacinalakúak (Opisthocomiformes)
        - Gruimorphae
          - lilealakúak (Charadriiformes)
          - darualakúak (Gruiformes)

      - Telluraves
        - Afroaves
          - Accipitrimorphae
            - vágómadár-alakúak (Accipitriformes)
            - újvilági keselyűalakúak (Cathartiformes)

        - bagolyalakúak (Strigiformes)
        - Coraciimorphae
          - egérmadár-alakúak (Coliiformes)
          - Eucavitaves
            - kurolalakúak (Leptosomatiformes)
            - Cavitaves
              - trogonalakúak (Trogoniformes)
              - Picocoraciae
                - szarvascsőrűmadár-alakúak (Bucerotiformes)
                - Picodynastornithes
                  - szalakótaalakúak (Coraciiformes)
                  - harkályalakúak (Piciformes)

        - Australaves
          - kígyászdarualakúak (Cariamiformes)
          - Eufalconimorphae
            - sólyomalakúak (Falconiformes)
            - Psittacopasserae
              - verébalakúak (Passeriformes)
              - papagájalakúak (Psittaciformes)

      - Ardeae
        - Aequornithes
          - gólyaalakúak (Ciconiiformes)
          - búváralakúak (Gaviiformes)
          - gödényalakúak (Pelecaniformes)
          - szulaalakúak (Suliformes)
          - Austrodyptornithes
            - viharmadár-alakúak (Procellariiformes)
            - pingvinalakúak (Sphenisciformes)

        - Eurypgimorphae
          - Eurypygiformes
          - trópusimadár-alakúak (Phaethontiformes)